# Allopauropus denisi
Allopauropus denisi är en mångfotingart som beskrevs av Paul Auguste Remy 1936. Allopauropus denisi ingår i släktet småfåfotingar, och familjen fåfotingar. Inga underarter finns listade i Catalogue of Life.